# Operación Zarb-e-Azb
Operación Zarb-e-Azb es una operación conjunta-militar con Pakistán contra los grupos insurgentes armados como los talibanes (TTP), al-Qaeda, el Movimiento Islámico de Turkestán Oriental (ETIM) y el Movimiento Islámico de Uzbekistán (IMU). La operación fue lanzada por las Fuerzas Armadas de Pakistán el 15 de junio de 2014 en Waziristán del Norte, en las Áreas Tribales bajo Administración Federal a lo largo de la frontera con Afganistán, según un nuevo esfuerzo contra la militancia a raíz del ataque contra el aeropuerto internacional Jinnah el 8 de junio reclamado por Tehreek-e-Taliban Pakistan y el Movimiento Islámico de Uzbekistán. Se ha descrito como una "operación integral" que tiene como objetivo eliminar a los militantes extranjeros y locales que se esconden en Waziristán del Norte. Es parte de la guerra en curso en el noroeste de Pakistán.
Hasta 30.000 soldados están involucrados en la operación. En los tres primeros días de funcionamiento, más de 200 insurgentes murieron.

## Etimología
Zarb-e-Azb significa "afilado y corte" "Azb" también se refiere al nombre de la espada del profeta islámico Mahoma, que utilizó en la batalla de Badr y la batalla de Uhud.

## Antecedentes

### Ataque en el Aeropuerto Jinnah
La operación comenzó exactamente una semana después del ataque terrorista en el aeropuerto más concurrido de Pakistán. El 8 de junio de 2014, 10 militantes de TTP y el Movimiento Islámico de Uzbekistán atacaron el Aeropuerto Internacional Jinnah en Karachi, Pakistán, matando a 36 personas, entre ellas los 10 atacantes, e hiriendo al menos a 18 personas.
Tras el ataque, el ejército paquistaní lanzó una serie de ataques aéreos contra escondites de militantes en las zonas tribales a lo largo de la frontera afgana. Al menos 25 milicianos murieron el 10 de junio, incluyendo los combatientes extranjeros. Dos ataques con aviones no tripulados, el 12 de junio también muertos de Uzbekistán, Afganistán y algunos militantes locales. El 15 de junio, el ejército de Pakistán intensificó los ataques aéreos en Waziristán del Norte, y bombardeó ocho escondites militantes extranjeros matando a 150 insurgentes, la mayoría de los cuales eran uzbekos, entre ellos los relacionados con el ataque al aeropuerto y un comandante uzbeko clave y autor intelectual del ataque al aeropuerto, Abu Abdur Rehman Almani. Los ataques aéreos intensificados se llevaron a cabo a raíz del ataque, y eran una extensión de una campaña de las operaciones militares contra los militantes que se realizan desde los últimos meses.

### Negociaciones de paz
Las negociaciones de paz con los talibanes fueron anunciadas por el primer ministro paquistaní Nawaz Sharif, que llegó al poder después de las elecciones. Los intentos anteriores de involucrar a los talibanes en un proceso de diálogo habían fracasado. La primera sesión de las conversaciones se celebró el 26 de marzo de 2014, en Khyber Pakhtunkhwa House, Islamabad. Estas conversaciones se llevaron a cabo por los comités designados por el Gobierno de Pakistán y los talibanes. Los talibanes no nombraron representantes de entre sus propias filas y en su lugar nombraron figuras religiosas pro talibanes para representar sus puntos de vista. Los talibanes, solicitaron la aplicación de la ley Sharia en Pakistán, mientras que el gobierno paquistaní exigió hostilidades de ser cesado, e insistieron en que las conversaciones se celebren en el marco de la Constitución de Pakistán. Se llegó a un alto al fuego de un mes entre el Gobierno y los talibanes el 1 de marzo de 2014.
Las conversaciones involucrando viaje de los representantes de los gobiernos de la zona cercana a la frontera con Afganistán en helicóptero y reuniones también tuvieron lugar en Khyber Pakhtunkhwa House. El Gobierno había indicado que la acción militar más fuerte será utilizada si las negociaciones fracasan.

#### Fracaso de las negociaciones de paz
Las negociaciones de paz se derrumbaron después de la ejecución de 23 soldados paquistaníes del Cuerpo de Fronteras por los talibanes el 17 de febrero de 2014. Los soldados se habían retirado por los insurgentes desde 2010. El 17 de abril de 2014, el TTP terminó formalmente el alto el fuego. Más de 90 militantes talibanes murieron en las luchas internas desde marzo de 2014. las luchas internas se debió a las diferencias entre el grupo de Mehsud dirigido por Sheheryar Mehsud y otra facción TTP liderado por Khan Said Sajna, impidiendo así las conversaciones de paz. Las conversaciones de paz sufrió un golpe de muerte debido al ataque terrorista en el aeropuerto de Karachi, con el Talibán se atribuyó la responsabilidad por el ataque de bronce que llevó a la muerte de 26 personas y el personal de seguridad.
Un funcionario de seguridad paquistaní, fue citado por haber dicho: "El ejército está listo para una operación. Ahora todo depende del gobierno para tomar una decisión".

## Preparativos
El ejército paquistaní se había preparado para la operación desde mucho antes, mientras que el gobierno paquistaní se había preparado para las consecuencias de la operación en tres frentes. Esto incluye la separación de los grupos militantes de destino, para conseguir el apoyo de los partidos políticos y para ahorrar los civiles a partir de la reacción de la operación.
El ministro de Defensa paquistaní Khawaja Asif dijo que la nación mantiene su ejército. "La decisión fue tomada después de que la estrategia de diálogo fracasó. La operación continuará hasta que llege a su conclusión lógica. Cualquier grupo que desafía la Constitución de Pakistán, ataca a civiles, soldados y las instalaciones del gobierno y utiliza el territorio paquistaní para planificar ataques terroristas se destinarán," dijo. Agregó que los desplazados internos se verán facilitados por los gobiernos federales, así como KP. "Vamos a tratar de garantizar que los desplazados no tengan que permanecer lejos de sus hogares durante mucho tiempo".
Las tropas del ejército rodearon bases militantes en las localidades de Mirali y Miranshah. Se ha pedido a las fuerzas de seguridad afganas para sellar la frontera de su lado, dijeron las autoridades. Se dice que la operación es para involucrar a la PAF, artillería, tanques y tropas de tierra. "En las direcciones del gobierno, las fuerzas armadas de Pakistán han puesto en marcha una amplia operación contra terroristas extranjeros y locales que se esconden en los santuarios en Waziristán del Norte", dijo un comunicado militar.
Un funcionario militar dijo que entre 14.000 y 20.000 soldados están estacionados normalmente en Waziristán del Norte antes de la operación. Él esperaba que la ofensiva no requeriría más de 30.000 soldados en total.

## Eventos

### 15 de junio. Inicio de la Operación
Una amplia operación fue lanzada por las Fuerzas Armadas de Pakistán el 15 de junio de 2014 en Waziristán del Norte, en las FATA.

## Cronología

### 15 de junio
- El ejército paquistaní intensificó los ataques aéreos en Waziristán del Norte, y bombardeó ocho escondites militantes extranjeros matando a 140 insurgentes,[3] la mayoría de los cuales eran uzbekos, entre ellos un comandante uzbeko clave y autor intelectual del ataque al aeropuerto, Abu Abdur Rehman Almani.

### 16 de junio
- Aviones de combate pakistaníes atacaron escondites militantes en Mir Ali, en Waziristán del Norte, matando a 27 insurgentes, incluyendo a combatientes extranjeros, aviones uzbekos también bombardearon en escondites de militantes en varias áreas de Shawal.[27] De acuerdo a los detalles, dos aviones de combate lanzaron ataques aéreos contra escondites de militantes en Shawal distrito de Waziristán del Norte en la madrugada.[28]
- ISPR dijo que seis soldados han muerto y tres heridos por un artefacto explosivo (IED) de explosión improvisados entre la frontera afgana y Ghulam Khan Tehsil en Agencia Wazirstan Norte. Agregaron que un convoy de las fuerzas de seguridad fue atacado en Bane Dar carretera en Ghulam Khan Tehsil en la frontera afgano-paquistaní. Fuerzas acordonaron el área y lanzaron una operación de búsqueda.[27]
- Aviones de combate pakistaníes atacaron escondites militantes en Shawal, Waziristán del Norte, matando a 13 insurgentes, incluyendo a combatientes extranjeros de Uzbekistán.[27]
- Otros seis militantes murieron en el intercambio de fuego cuando trataban de huir de la zona acordonada en Waziristán del Norte el 16 de junio, según el comunicado de prensa ISPR. Dos soldados del Ejército de Pakistán también murieron en el intercambio de fuego, agregó.[27]

### 17 de junio
- Los ataques aéreos dirigidos a seis escondites militantes en partes de Waziristán del Norte mataron a 28 milicianos y elevando el total de número de muertos a 218 insurgentes. Los ataques aéreos se llevaron a cabo alrededor de la zona de Mir Ali Hasokhel.[4][5]
- La población civil de Waziristán del Norte fue evacuada de forma segura después de la verificación detallada.[29]
- Más del 40 por ciento del área en el norte de Waziristán se borra de los militantes en los tres primeros días de la operación.[30]